# Аушедз
Аушедз (Аушед, Аушец, Ауще́дж; адиг. Аущэ́дж) — річка у Росії, протікає на межі Абинського та Сєверського районів Краснодарського краю. Довжина річки раніше становила 30 км, на даний час не перевищує 12 км. Фактично, як такої річки уже не існує — залишилися лише відрізки русла, заповнені водою, яка тече досить повільно.

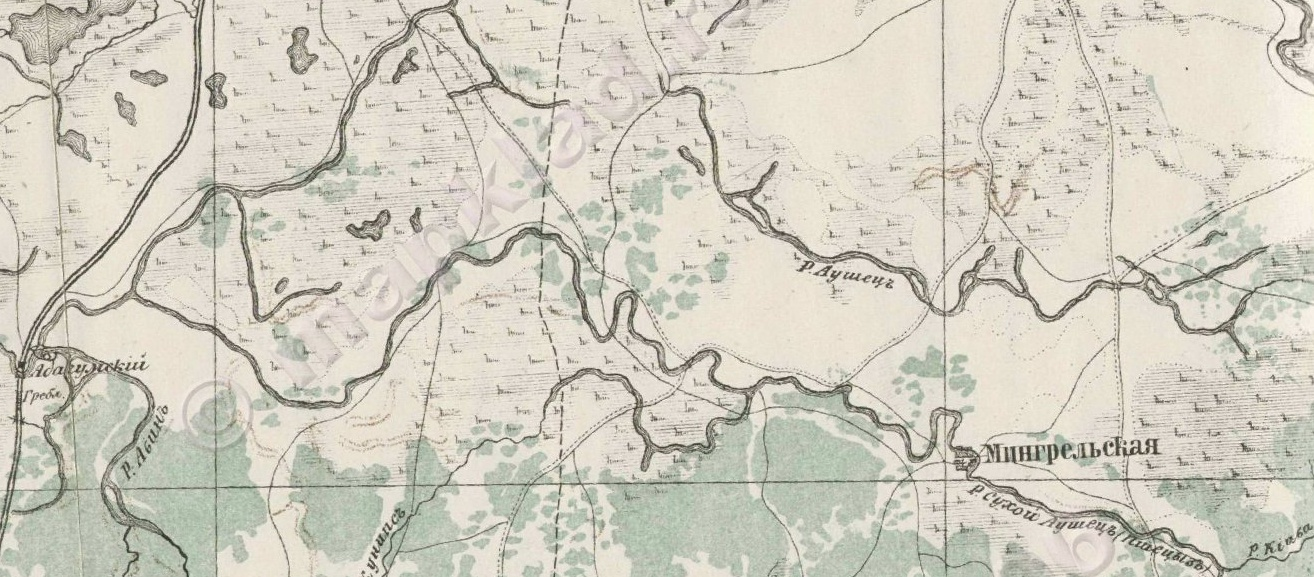
Фрагмент п'ятиверстної карти Кавказу, річки Аушедз і Сухої Аушедз

Уже на 5-верстній карті Кавказу, датованій 1877 роком, річка не має витоку і гирла, оскільки тече по плавням Кубані. До середини XX ст. річка, яка протікала після хутора Аушед, називалася Мокрий Аушедз (Тлахофіш), на сучасних картах ця частина не виділяється в окрему річку. Після 1964 року, коли була збудована мережа водосховищ і каналів, річка перестала бути сталим водостоком.
Річка Сухий Аушедз (Кунипс, Пшециз), розташована кількома кілометрами південніше, має схожу історію. Раніше вона брала початок при злитті єрика Катитхала і річки Сухий Хабль, а також водостоку балки Малий Аушедз. У паводки до неї впадали води річок Пісчанка, Іль, Бугай, Азипс. Сухий Аушедз впадав у річку Адагум, нині впадає у Варнавінське водосховище (Кримський район).
Висота витоку річки Аушедз — близько 12 м над рівнем моря. Висота гирла — близько 10 м над рівнем моря. У Мокрого Аушедза аналогічні параметри — 9/6 м, довжина 23 км (за старими даними), нині збереглось лише кілька роз'єднаних ділянок русла (стариці) довжиною приблизно 1,5 км кожен. Параметри річки Сухий Аушедз — 16/6 м, довжина — 98 км, русло добре збереглось по всій довжині річки.
Етимологія назви річок точно не встановлена. На думку Ковешнікова В. Н., можливо від тюркського аууш — «перевал» і абаз. дзи — «вода». Меретуков і Твердий А. В. вважали, що назва походить від імені божества Ау-щэдж — покровителя вершників.
На ріці Аушедз розташований хутір Алєксандровській, на ріці Мокрий Аушедз — хутір Аушед. На ріці Сухий Аушедз знаходиться ряд населених пунктів — Панахес, Львівське, Пороно-Покровський, Ананьєвський, Михайлівське, Мінгрельська, Садовий (Абинський район), Кувичинський, Євсеєвський, Південний (Кримський район).